# Ngô Văn Dương
Ngô Văn Dương (sinh năm 1950) là sĩ quan cao cấp của Quân đội nhân dân Việt Nam, hàm Thiếu tướng, nguyên Phó Tư lệnh Quân khu 9.

## Tiểu sử
Ngô Văn Dương, biệt danh Tám Thắng, sinh năm 1950 tại Kiên Giang. Ông tham gia hoạt động cách mạng từ sớm, được kết nạp vào Đảng Cộng sản Việt Nam từ tháng 5 năm 1963, đến tháng 10 năm 1968 thì chính thức nhập ngũ. Ông từng lại Chính trị viên đầu tiên của Tiểu đoàn 519 – Tiểu đoàn được đặt theo ngày sinh của Chủ tịch Hồ Chí Minh. Ngày 25 tháng 12 năm 1977, từ vị trí Trợ lý Tham mưu của Tỉnh đội Kiên Giang, ông được điều làm Tiểu đoàn trưởng Tiểu đoàn 207, trực tiếp tham gia vào Chiến tranh biên giới Tây Nam tại Hà Tiên. Đến tháng 2 năm 2002, ông được bổ nhiệm làm Phó Tư lệnh Quân khu 9 với quân hàm Đại tá. Một năm sau, ông được thăng quân hàm lên Thiếu tướng.

## Lịch sử thụ phong quân hàm
| Năm thụ phong | –                                         | 1990                                             | 2003                                            |
| ------------- | ----------------------------------------- | ------------------------------------------------ | ----------------------------------------------- |
| Quân hàm      | Tập tin:Vietnam People's Army Colonel.jpg | Tập tin:Vietnam People's Army Senior Colonel.jpg | Tập tin:Vietnam People's Army Major General.jpg |
| Cấp bậc       | Trung tá                                  | Đại tá                                           | Thiếu tướng                                     |
|               |                                           |                                                  |                                                 |